# Église Saint-Blaise-et-Saint-Martin de Chaudes-Aigues
L'église Saint-Blaise-et-Saint-Martin est une église située en France sur la commune de Chaudes-Aigues (Cantal), en région Auvergne-Rhône-Alpes.

## Historique
L’église gothique, reconstruite vers 1460 après les guerres de Religion, a connu plusieurs phases d’agrandissement aux XVe, XVIIIe et XIXe siècles. Elle prend le nom de Saint Martin-Saint Blaise au XVIIIe siècle. Des restaurations importantes ont été menées au XIXe siècle et en 1974,.

### Protection
L'église est inscrite au titre des monuments historiques par arrêté du 27 septembre 2006.

## Description
L’édifice comprend une haute nef avec chapelles, un chœur orné de stalles sculptées, un maître-autel en chêne, des vitraux de 1930, ainsi qu'un riche mobilier (lutrin, bénitier, chaire, Piéta). À l’extérieur, une croix métallique est visible sur « le Planol ».